# Breaking Bad/Episodenliste

Logo zur Serie

Diese Episodenliste enthält die Episoden der US-amerikanischen Dramaserie Breaking Bad, sortiert nach ihrer Erstausstrahlung auf dem Kabelsender AMC. Zwischen 2008 und 2013 entstanden in fünf Staffeln 62 Episoden.

## Übersicht
| Staffel | Episodenanzahl | Erstausstrahlung USA | Erstausstrahlung USA | Deutschsprachige Erstausstrahlung | Deutschsprachige Erstausstrahlung |
| Staffel | Episodenanzahl | Staffelpremiere      | Staffelfinale        | Staffelpremiere                   | Staffelfinale                     |
| ------- | -------------- | -------------------- | -------------------- | --------------------------------- | --------------------------------- |
| 1       | 07             | 20. Januar 2008      | 9. März 2008         | 4. Februar 2009                   | 18. März 2009                     |
| 2       | 13             | 8. März 2009         | 31. Mai 2009         | 15. Oktober 2009                  | 21. Januar 2010                   |
| 3       | 13             | 21. März 2010        | 13. Juni 2010        | 10. Februar 2011                  | 5. Mai 2011                       |
| 4       | 13             | 17. Juli 2011        | 9. Oktober 2011      | 10. November 2011                 | 22. Dezember 2011                 |
| 5       | 08             | 15. Juli 2012        | 2. September 2012    | 4. Oktober 2012                   | 22. November 2012                 |
| 5       | 08             | 11. August 2013      | 29. September 2013   | 9. Oktober 2013                   | 27. November 2013                 |
| Film    | Film           | 11. Oktober 2019     | 11. Oktober 2019     | 11. Oktober 2019                  | 11. Oktober 2019                  |

## Staffel 1
Die Erstausstrahlung der ersten Staffel war vom 20. Januar bis zum 9. März 2008 auf dem US-amerikanischen Fernsehsender AMC zu sehen. Die deutschsprachige Erstausstrahlung sendete der deutsche Pay-TV-Sender AXN vom 4. Februar bis zum 18. März 2009. Die Free-TV-Premiere sendete der Schweizer Sender SRF zwei vom 17. Mai bis zum 28. Juni 2009.
| Nr. (ges.) | Nr. (St.) | Deutscher Titel             | Originaltitel               | Erstausstrahlung USA | Deutschsprachige Erstausstrahlung (D) | Regie          | Drehbuch       | Zuschauer (USA) |
| --- | --------- | --------------------------- | --------------------------- | -------------------- | ------------------------------------- | -------------- | -------------- | --------------- |
| 1 | 1         | Der Einstieg                | Pilot                       | 20. Jan. 2008        | 4. Feb. 2009                          | Vince Gilligan | Vince Gilligan | 1,35 Mio.       |
| Der Chemielehrer Walter erfährt bei einem Arztbesuch, dass er an Lungenkrebs erkrankt ist und wahrscheinlich nicht mehr lange zu leben hat. Um die finanzielle Sicherheit seiner Familie weiter zu garantieren, beginnt er, mit seinem ehemaligen Schüler Jesse in einem Wohnmobil Methamphetamin herzustellen und damit zu handeln. |           |                             |                             |                      |                                       |                |                |                 |
| 2 | 2         | Die Katze ist im Sack …     | Cat's in the Bag…           | 27. Jan. 2008        | 11. Feb. 2009                         | Adam Bernstein | Vince Gilligan | —               |
| Nach dem ersten Versuch eines Drogendeals gibt es Probleme – die Leichen von Krazy-8 und Emilio, die entsorgt werden müssen. Dabei kommt es jedoch zu Komplikationen: Krazy-8 lebt noch. Skyler wird währenddessen misstrauisch und beschattet ihren Mann. |           |                             |                             |                      |                                       |                |                |                 |
| 3 | 3         | … und der Sack ist im Fluss | …And the Bag's in the River | 10. Feb. 2008        | 18. Feb. 2009                         | Adam Bernstein | Vince Gilligan | —               |
| Marie befürchtet, dass Walter jr. Marihuana raucht, und bittet Hank, ihn sich vorzuknöpfen. Jesse soll die Überreste von Emilio entsorgen, und Walter muss Krazy-8 beseitigen. Walter lernt Krazy-8 bei einem Gespräch besser kennen und beschließt, ihn freizulassen, bis er bemerkt, dass er einen Teil eines zerbrochenen Tellers als Waffe versteckt hält. Als er Krazy-8 zur Rede stellt, kommt es zu einer Rangelei, in deren Folge Walter ihn zu Tode würgt. |           |                             |                             |                      |                                       |                |                |                 |
| 4 | 4         | Die Diagnose                | Cancer Man                  | 17. Feb. 2008        | 25. Feb. 2009                         | Jim McKay      | Vince Gilligan | —               |
| Walter verkündet im Kreise seiner Familie die Nachricht von seiner Krankheit und versucht, die Finanzierung einer Therapie zu regeln. Jesse findet bei seinen Eltern Schutz. In der Zwischenzeit sucht Hank seinen spurlos verschwundenen Informanten Krazy-8. |           |                             |                             |                      |                                       |                |                |                 |
| 5 | 5         | Grauzonen                   | Gray Matter                 | 24. Feb. 2008        | 4. März 2009                          | Tricia Brock   | Patty Lin      | —               |
| Jesse sucht nach einer anständigen Arbeit, findet jedoch keine. Walter muss sehen, wie viel Erfolg sein einstiger Forschungspartner hat. Dieser möchte Walter eine Arbeit anbieten oder seine Krebstherapie bezahlen. Walter lehnt dies jedoch ab. |           |                             |                             |                      |                                       |                |                |                 |
| 6 | 6         | In der Höhle des Löwen      | Crazy Handful of Nothin’    | 2. März 2008         | 11. März 2009                         | Bronwen Hughes | George Mastras | —               |
| Hank verfolgt die Spur einer gefundenen Gasmaske bis zu Walters Schule. Jesse wird vom Drogenbaron Tuco krankenhausreif geprügelt. Daraufhin handelt Walter selbst einen Deal mit Tuco aus. |           |                             |                             |                      |                                       |                |                |                 |
| 7 | 7         | Lehrgeld                    | A No-Rough-Stuff-Type Deal  | 9. März 2008         | 18. März 2009                         | Tim Hunter     | Peter Gould    | 1,5 Mio.        |
| Skyler hat Marie im Verdacht, gestohlen zu haben. Walter und Jesse stehen unter dem enormen Druck, den Dealer Tuco mit vier Pfund Methamphetamin pro Woche zu versorgen. Dieser prügelt vor ihren Augen einen seiner Handlanger grundlos tot. |           |                             |                             |                      |                                       |                |                |                 |

## Staffel 2
Die Erstausstrahlung der zweiten Staffel war vom 8. März bis zum 31. Mai 2009 auf dem US-amerikanischen Fernsehsender AMC zu sehen. Die deutschsprachige Erstausstrahlung sendete der deutsche Pay-TV-Sender AXN vom 15. Oktober 2009 bis zum 21. Januar 2010. Die Free-TV-Premiere sendete der Schweizer Sender SF zwei vom 30. Mai 2010 bis zum 29. August 2010.
| Nr. (ges.) | Nr. (St.) | Deutscher Titel      | Originaltitel      | Erstausstrahlung USA | Deutschsprachige Erstausstrahlung (D) | Regie                 | Drehbuch                    | Zuschauer (USA) |
| --- | --------- | -------------------- | ------------------ | -------------------- | ------------------------------------- | --------------------- | --------------------------- | --------------- |
| 8 | 1         | Vorsichtsmaßnahmen   | Seven Thirty-Seven | 8. März 2009         | 15. Okt. 2009                         | Bryan Cranston        | J. Roberts                  | 1,662 Mio.      |
| Hank sichtet die Aufnahmen einer Sicherheitskamera, die einen Einbruch von Walter und Jesse zeigen. Als Tucos zweiter Gehilfe auch tot ist, fürchten die beiden Zeugen um ihr Leben. Hank gesteht Skyler, von Maries kleptomanischen Neigungen gewusst zu haben. |           |                      |                    |                      |                                       |                       |                             |                 |
| 9 | 2         | In der Falle         | Grilled            | 15. März 2009        | 22. Okt. 2009                         | Charles Haid          | George Mastras              | —               |
| Tuco entführt Walter und Jesse. Die beiden versuchen ihm zu entkommen, indem sie ihn vergiften. Währenddessen wird Walter zu Hause vermisst. Hanks Suche führt zu Tuco, den er erschießt. Walter und Jesse können daraufhin fliehen. |           |                      |                    |                      |                                       |                       |                             |                 |
| 10 | 3         | Gedächtnisschwund    | Bit by a Dead Bee  | 22. März 2009        | 29. Okt. 2009                         | Terry McDonough       | Peter Gould                 | 1,129 Mio.      |
| Um sein Verschwinden zu erklären, geht Walter nackt in ein Einkaufscenter und täuscht Gedächtnisschwund vor. Aus der Klinik, in die er daraufhin eingeliefert wurde, versucht Walter wieder entlassen zu werden. Skyler glaubt, dass Walter ein zweites Handy besitzt. Jesse verliert mit seinem Alibi sein gesamtes Geld. Dieses fehlt nun, um das mobile Drogenlabor, das Jesse vor der Polizei versteckt hat, auszulösen.                  |           |                      |                    |                      |                                       |                       |                             |                 |
| 11 | 4         | Ganz unten           | Down               | 29. März 2009        | 5. Nov. 2009                          | John Dahl             | Sam Catlin                  | 1,294 Mio.      |
| Walter gelingt es nicht, Skyler von seinen Lügengeschichten zu überzeugen. Jesse wird von seinen Eltern aufgrund des Drogenlabors im Keller gezwungen, sein Haus zu verlassen. Da er immer noch kein Geld hat, holt er sich das Wohnmobil, ohne zu bezahlen. |           |                      |                    |                      |                                       |                       |                             |                 |
| 12 | 5         | Bruchschäden         | Breakage           | 5. Apr. 2009         | 12. Nov. 2009                         | Johan Renck           | Moira Walley-Beckett        | 1,213 Mio.      |
| Hank wird befördert. Jesse willigt ein, wieder mit Walter, der für Arztrechnungen Geld braucht, zusammenzuarbeiten. Dafür baut Jesse ein Vertriebsnetz mit Dealern für das Meth auf. Jesse zieht in eine neue Wohnung neben Jane. Skinny wird beraubt. |           |                      |                    |                      |                                       |                       |                             |                 |
| 13 | 6         | Kuckuck              | Peekaboo           | 12. Apr. 2009        | 19. Nov. 2009                         | Peter Medak           | J. Roberts & Vince Gilligan | 1,407 Mio.      |
| Um sich Respekt zu verschaffen, stattet Jesse dem Pärchen, das Skinny beraubt hat, einen unangemeldeten Besuch ab. Dort bekommt er schließlich auf Umwegen sein Geld zurück und erlebt unfreiwillig einen Mord. Gretchen erfährt, dass Walter Skyler belogen hat. |           |                      |                    |                      |                                       |                       |                             |                 |
| 14 | 7         | Negro y Azul         | Negro y Azul       | 19. Apr. 2009        | 26. Nov. 2009                         | Félix Enríquez Alcalá | John Shiban                 | —               |
| Jesse hat zu nichts mehr Lust. Walter will erst alleine weiter machen, doch dann versucht er den traumatisierten Jesse aufzurichten. Skyler holt sich einen neuen Job – und einen Verehrer. Hank stößt in Texas auf Ablehnung und gerät in einen Hinterhalt. |           |                      |                    |                      |                                       |                       |                             |                 |
| 15 | 8         | Beauftragen Sie Saul | Better Call Saul   | 26. Apr. 2009        | 3. Dez. 2009                          | Terry McDonough       | Peter Gould                 | 1,035 Mio.      |
| Hank ist traumatisiert. Badger wird von einem verdeckten Ermittler verhaftet, woraufhin Walter für ihn den abgebrühten Anwalt Saul Goodman engagiert. Dieser rät jedoch, Heisenberg zu belasten, wovon ihn Walter und Jesse erfolglos durch Bestechung wie auch Einschüchterung abzuhalten versuchen. Letztendlich wird Saul der Anwalt von Walter und Jesse und ein Berufs-Strafgefangener geht als vermeintlicher Heisenberg ins Gefängnis. |           |                      |                    |                      |                                       |                       |                             |                 |
| 16 | 9         | 4 Tage Auszeit       | 4 Days Out         | 3. Mai 2009          | 10. Dez. 2009                         | Michelle MacLaren     | Sam Catlin                  | —               |
| Walter denkt, dass er nicht mehr lange zu leben hat. Sein Geld geht zur Neige. Also lügt er Skyler an und fährt mit Jesse, der eigentlich Zeit mit Jane verbringen wollte, in die Wüste, um pfundweise Meth zu kochen. Dann gibt es Probleme mit der Batterie des Wohnmobils. Walter erfährt, dass der Tumor in seiner Lunge um 80 % geschrumpft ist. Jedoch bedeutet die Remission nicht die Heilung.                                        |           |                      |                    |                      |                                       |                       |                             |                 |
| 17 | 10        | Schluss              | Over               | 10. Mai 2009         | 17. Dez. 2009                         | Phil Abraham          | Moira Walley-Beckett        | —               |
| Walter kommt mit seiner Genesung nicht zurecht, also heimwerkelt er den ganzen Tag. Eine Party zu seiner Besserung endet im Streit, da Walter wie verwandelt ist. Deshalb möchte er das vorhandene Meth verkaufen und dann mit der Drogenproduktion aufhören. |           |                      |                    |                      |                                       |                       |                             |                 |
| 18 | 11        | Mandala              | Mandala            | 17. Mai 2009         | 7. Jan. 2010                          | Adam Bernstein        | George Mastras              | —               |
| Combo wird erschossen. Auf Anraten Sauls will Walter sich mit einem neuen Handelspartner treffen. Als nach mehreren Problemen der Drogendeal für fast 40 Pfund Meth laufen soll, setzen Skylers Wehen ein und Jesse und Jane sind high von Heroin. |           |                      |                    |                      |                                       |                       |                             |                 |
| 19 | 12        | Phoenix              | Phoenix            | 24. Mai 2009         | 14. Jan. 2010                         | Colin Bucksey         | John Shiban                 | —               |
| Walter verpasst Hollys Geburt aufgrund des erfolgreichen Drogendeals. Das Geld wäscht er über die Spendenwebsite seines Sohnes rein. Jane erpresst Walter, damit Jesse an seinen Anteil kommt, den Walter wegen seines Drogenkonsums verwahren wollte. Jane stirbt nach dem Drogenkonsum an Erbrochenem während Walter tatenlos zusieht. |           |                      |                    |                      |                                       |                       |                             |                 |
| 20 | 13        | Krisen               | ABQ                | 31. Mai 2009         | 21. Jan. 2010                         | Adam Bernstein        | Vince Gilligan              | 1,5 Mio.        |
| Walter ist besorgt um Jesse, der sich nach Janes Tod Vorwürfe macht. Skyler verlässt Walter, weil er sie angelogen hat. Zwei Flugzeuge kollidieren über Albuquerque aufgrund eines Fehlers von Janes traumatisiertem Vater. |           |                      |                    |                      |                                       |                       |                             |                 |

## Staffel 3
Die Erstausstrahlung der dritten Staffel war vom 21. März bis zum 13. Juni 2010 auf dem US-amerikanischen Fernsehsender AMC zu sehen. Die deutschsprachige Erstausstrahlung der dritten Staffel wurde vom 10. Februar 2011 bis zum 5. Mai 2011 auf dem Pay-TV-Sender AXN gezeigt. Die Free-TV-Premiere sendet der Schweizer Sender SF zwei von dem 17. April 2011 bis zum 27. Juni 2011.
| Nr. (ges.) | Nr. (St.) | Deutscher Titel    | Originaltitel      | Erstausstrahlung USA | Deutschsprachige Erstausstrahlung (D) | Regie             | Drehbuch                          | Zuschauer (USA) |
| --- | --------- | ------------------ | ------------------ | -------------------- | ------------------------------------- | ----------------- | --------------------------------- | --------------- |
| 21 | 1         | No Mas             | No Mas             | 21. März 2010        | 10. Feb. 2011                         | Bryan Cranston    | Vince Gilligan                    | 1,954 Mio.      |
| Der Unfall hat große gesellschaftliche Folgen. Jesse beendet die Reha erfolgreich. Skyler konfrontiert Walter mit seinen Drogengeschäften und sucht eine Scheidungsanwältin auf. Walter lehnt einen neuen Deal mit Gus ab. |           |                    |                    |                      |                                       |                   |                                   |                 |
| 22 | 2         | Caballo sin nombre | Caballo Sin nombre | 28. März 2010        | 16. Feb. 2011                         | Adam Bernstein    | Peter Gould                       | 1,545 Mio.      |
| Walter versucht sich mit Skyler wieder zu versöhnen. Walter Jr. ist wütend auf seine Mutter. Jesse kauft seinen Eltern mit Sauls Hilfe das Haus seiner Tante ab. Saul lässt Skyler beobachten. Tucos Cousins werden davon abgehalten, Walter zu töten.                                                                                      |           |                    |                    |                      |                                       |                   |                                   |                 |
| 23 | 3         | Kopflosigkeit      | I.F.T.             | 4. Apr. 2010         | 23. Feb. 2011                         | Michelle MacLaren | George Mastras                    | 1,327 Mio.      |
| Walter zieht wieder Zuhause ein. Skyler will Walter aus dem Haus werfen lassen, möchte aber nicht, dass Walter Jr. ein schlechtes Bild von ihm bekommt. Gus schützt Walter vor Tucos Cousins. Skyler beginnt eine Affäre mit Ted, ohne es Walter zu verschweigen.                                                                           |           |                    |                    |                      |                                       |                   |                                   |                 |
| 24 | 4         | Grünes Licht       | Green Light        | 11. Apr. 2010        | 2. März 2011                          | Scott Winant      | Sam Catlin                        | 1,463 Mio.      |
| Walter will mit Ted abrechnen, wird aber von Saul aufgehalten. Jesse bezahlt mit blauem Meth und startet Geschäfte mit Gus, wobei Walter an Jesses Gewinn beteiligt wird. Hank soll wieder nach El Paso. Er schiebt das in Umlauf gebrachte Meth als Grund vor, um zu bleiben.                                                              |           |                    |                    |                      |                                       |                   |                                   |                 |
| 25 | 5         | Mas                | Mas                | 18. Apr. 2010        | 9. März 2011                          | Johan Renck       | Moira Walley-Beckett              | 1,613 Mio.      |
| Walter unterschreibt die Scheidungspapiere, nachdem er von Gus überzeugt wurde, in einem Labor für ihn zu arbeiten. Skyler kommen derweil Zweifel an ihrer Affäre. Gomez fährt anstelle von Hank nach El Paso. Hank, um den Marie besorgt ist, findet währenddessen eine neue Spur im Fall Heisenberg.                                      |           |                    |                    |                      |                                       |                   |                                   |                 |
| 26 | 6         | Sonnenuntergang    | Sunset             | 25. Apr. 2010        | 16. März 2011                         | John Shiban       | John Shiban                       | 1,642 Mio.      |
| Walter zieht um und tritt seinen neuen Job mit dem neuen Gehilfen Gale Boetticher an. Jesse baut sein eigenes Drogengeschäft auf. Hank findet das Wohnmobil auf einem Schrottplatz. Jesse und Walter locken ihn unter dem Vorwand, Marie läge im Krankenhaus, weg und verschrotten das Wohnmobil.                                           |           |                    |                    |                      |                                       |                   |                                   |                 |
| 27 | 7         | Eine Minute        | One Minute         | 2. Mai 2010          | 23. März 2011                         | Michelle MacLaren | Thomas Schnauz                    | 1,519 Mio.      |
| Hank schlägt Jesse krankenhausreif und wird vom Dienst suspendiert. Jesse schwört Rache. Walter engagiert ihn deshalb als neuen Gehilfen im Labor. Hank vertraut sich Marie an. Die Cousins versuchen Hank zu töten, dabei stirbt ein Cousin und Hank wird schwer verletzt.                                                                 |           |                    |                    |                      |                                       |                   |                                   |                 |
| 28 | 8         | Familienbande      | I See You          | 9. Mai 2010          | 30. März 2011                         | Colin Bucksey     | Gennifer Hutchison                | 1,780 Mio.      |
| Hank liegt mit kritischem Zustand im Krankenhaus. Walter, Skyler, Marie und Walter Jr. warten auf eine Nachricht der Ärzte. Jesse kann alleine nicht arbeiten, hat aber mit Walter eine Frist einzuhalten. Gus lässt währenddessen seine Konkurrenz und Tucos Cousin beseitigen.                                                            |           |                    |                    |                      |                                       |                   |                                   |                 |
| 29 | 9         | Kafkaesk           | Kafkaesque         | 16. Mai 2010         | 7. Apr. 2011                          | Michael Slovis    | Peter Gould & George Mastras      | 1,612 Mio.      |
| Walter bestätigt, ein Jahr lang für 15 Millionen Dollar bei Gus zu arbeiten. Jesse zweigt Meth ab und baut seinen eigenen Vertrieb auf. Hank braucht eine Therapie, die Kosten dafür soll Walter übernehmen, der das Geld laut Skyler beim Kartenzählen verdient hat.                                                                       |           |                    |                    |                      |                                       |                   |                                   |                 |
| 30 | 10        | Die Fliege         | Fly                | 23. Mai 2010         | 14. Apr. 2011                         | Rian Johnson      | Sam Catlin & Moira Walley-Beckett | 1,202 Mio.      |
| Walter hält eine Fliege im Labor für eine Kontaminierung und will erst wieder kochen, wenn diese beseitigt ist, dabei schlägt er sich den Kopf an. Als Walter und Jesse, der am darauf folgenden Tag hinzu kommt, die Jagd aufgeben wollen, erwischt Jesse die Fliege.                                                                      |           |                    |                    |                      |                                       |                   |                                   |                 |
| 31 | 11        | Offene Worte       | Abiquiu            | 30. Mai 2010         | 21. Apr. 2011                         | Michelle MacLaren | Thomas Schnauz & John Shiban      | 1,323 Mio.      |
| Skyler hat sich nicht von Walter scheiden lassen und möchte sich um seine Geldwäsche kümmern. Jesse lernt bei den anonymen Drogensüchtigen Andrea kennen. Ihr elfjähriger Bruder Tomas dealt und hat Combo erschossen. Hank will nicht aus dem Krankenhaus entlassen werden.                                                                |           |                    |                    |                      |                                       |                   |                                   |                 |
| 32 | 12        | Halbe Sachen       | Half Measures      | 6. Juni 2010         | 28. Apr. 2011                         | Adam Bernstein    | Sam Catlin & Peter Gould          | 1,191 Mio.      |
| Jesse versucht die zwei Dealer zu vergiften, die Tomas als Dealer und Mörder engagiert haben. Er wird von Gus aufgehalten, da diese für ihn arbeiten. Hank verlässt das Krankenhaus. Die Dealer töten Tomas. Jesse wird rückfällig und will die beiden endgültig beseitigen. Walter kommt ihm zuvor.                                        |           |                    |                    |                      |                                       |                   |                                   |                 |
| 33 | 13        | Nägel mit Köpfen   | Full Measure       | 13. Juni 2010        | 5. Mai 2011                           | Vince Gilligan    | Vince Gilligan                    | 1,556 Mio.      |
| Jesse ist auf der Flucht. Gale ist wieder eingestellt und soll bald Walters Posten übernehmen. Dieser will Gale töten, damit er, als einziger Meth-Koch, unabdingbar ist. Als Victor ihn jedoch spät abends in die Wäscherei holt, ruft er Jesse an, der den Job übernehmen muss. Daraufhin fährt Jesse zu Gales Wohnung und erschießt ihn. |           |                    |                    |                      |                                       |                   |                                   |                 |

## Staffel 4
Die Erstausstrahlung der vierten Staffel war vom 17. Juli bis zum 9. Oktober 2011 auf dem US-amerikanischen Fernsehsender AMC zu sehen. Die deutschsprachige Erstausstrahlung sendete der deutsche Pay-TV-Sender AXN vom 10. November bis zum 22. Dezember 2011. Die deutsche Free-TV-Premiere der vierten Staffel startete am 2. November 2012 bei Arte. Die Titelgebung bei ARTE weicht teilweise von den Titeln ab, die bei der Erstausstrahlung auf AXN verwendet wurden und auf der DVD zu finden sind. Diese abweichenden Titel von ARTE werden hier mit dem Vermerk Alternativtitel geführt.
| Nr. (ges.) | Nr. (St.) | Deutscher Titel                                                       | Originaltitel     | Erstausstrahlung USA | Deutschsprachige Erstausstrahlung (D) | Regie             | Drehbuch                              | Zuschauer (USA) |
| --- | --------- | --------------------------------------------------------------------- | ----------------- | -------------------- | ------------------------------------- | ----------------- | ------------------------------------- | --------------- |
| 34 | 1         | Das Teppichmesser Geritzt (Alternativtitel)                           | Box Cutter        | 17. Juli 2011        | 10. Nov. 2011                         | Adam Bernstein    | Vince Gilligan                        | 2,576 Mio.      |
| Jesse wird, nachdem er Gale erschossen hat, von Victor aufgegriffen und zu Walter gebracht. Gus tötet daraufhin vor den Augen der beiden Victor mit einem Cuttermesser. Die beiden sollen weiter kochen, Walter glaubt jedoch im Gegensatz zu Jesse, dass sich ihr Leben noch immer in Gefahr befindet. |           |                                                                       |                   |                      |                                       |                   |                                       |                 |
| 35 | 2         | Kaliber 38 Achtunddreißiger Snub-Nose (Alternativtitel)               | Thirty-Eight Snub | 24. Juli 2011        | 10. Nov. 2011                         | Michelle MacLaren | George Mastras                        | 1,968 Mio.      |
| Als Walter mit einem zuvor gekauften Revolver Gus besuchen will, wird er durch einen Anruf davon abgehalten. Deshalb bittet er Mike, ein Treffen zu arrangieren. Dieser schlägt ihn jedoch zu Boden. Jesse kämpft mit Schuldgefühlen und veranstaltet eine Party nach der anderen. Unterdessen versucht Skyler, die Autowaschanlage zu kaufen. |           |                                                                       |                   |                      |                                       |                   |                                       |                 |
| 36 | 3         | Offenes Haus                                                          | Open House        | 31. Juli 2011        | 17. Nov. 2011                         | David Slade       | Sam Catlin                            | 1,714 Mio.      |
| Marie lebt ihre kleptomanischen Neigungen wieder aus. Hank bekommt die Labornotizen, die bei Gales Leichnam gefunden wurden, zu Gesicht. In der Zwischenzeit organisiert Skyler auf zwielichtige Art den Kauf der Autowaschanlage. |           |                                                                       |                   |                      |                                       |                   |                                       |                 |
| 37 | 4         | Gedankenstriche Abgehakt (Alternativtitel)                            | Bullet Points     | 7. Aug. 2011         | 17. Nov. 2011                         | Colin Bucksey     | Moira Walley-Beckett                  | 1,834 Mio.      |
| Mike wird vom Kartell angegriffen. Skyler und Walter berichten ihrer Familie vom Kauf der Autowaschanlage, den sie mit Walters angeblichem Erfolg beim Kartenzählen erklären. Währenddessen entdeckt Walter Gales Akte bei Hank und befürchtet, eine Spur könnte zu Jesse führen. Mike lässt Jesses besetztes Haus räumen. Er hält sein unvorsichtiges Verhalten für ein Sicherheitsrisiko, deshalb bringt er ihn fort. |           |                                                                       |                   |                      |                                       |                   |                                       |                 |
| 38 | 5         | Schrotflinte                                                          | Shotgun           | 14. Aug. 2011        | 24. Nov. 2011                         | Michelle MacLaren | Tom Schnauz                           | 1,754 Mio.      |
| Walter ist aufgebracht vom Verschwinden seines Partners und sucht vergeblich die Konfrontation mit Gus. Derweil ist Jesse mit Mike unterwegs, um Geld aus entlegenen Verstecken zu bergen. Bei der letzten Station kann Jesse scheinbar einen Überfall gerade noch verhindern. Wie sich später herausstellt, war die Aktion jedoch von Gus geplant, um Jesses Loyalität wiederherzustellen. Nach Unterzeichnen des Kaufvertrags der Autowaschanlage kommen sich Skyler und Walter wieder näher. Bei einem Familientreffen verleiht Walter Hanks Ermittlungen neuen Schwung, als er verkündet, er halte Gale nicht für Heisenberg.                                                                                   |           |                                                                       |                   |                      |                                       |                   |                                       |                 |
| 39 | 6         | In die Ecke getrieben                                                 | Cornered          | 21. Aug. 2011        | 24. Nov. 2011                         | Michael Slovis    | Gennifer Hutchison                    | 1,674 Mio.      |
| Skyler hat Angst um Walter und möchte, dass er sich der Polizei stellt. Walter versichert ihr hingegen, dass er nicht in Gefahr sei, sondern dass er die Gefahr ist. Walter vermutet, dass Gus hinter einem Überfall steckt, durch den Jesse als Held dasteht, und diesen inszeniert hat, um einen Keil zwischen Jesse und Walter zu treiben. Mike ruft Jesse immer wieder von der Schicht, sodass Walter alleine im Labor arbeiten muss. |           |                                                                       |                   |                      |                                       |                   |                                       |                 |
| 40 | 7         | Problemkind Problemhund (Alternativtitel)                             | Problem Dog       | 28. Aug. 2011        | 1. Dez. 2011                          | Peter Gould       | Peter Gould                           | 1,913 Mio.      |
| Jesse akzeptiert scheinbar seine Rolle des Bösewichts und erklärt sich für Walter dazu bereit, Gus umzubringen. Als sich die entscheidende Gelegenheit bietet, lässt er sie jedoch ungenutzt. Mittlerweile übernehmen Skyler und Walter die Autowaschanlage, können sich jedoch nicht über den Umgang mit Walts Einkommen einigen. Hank verfolgt eine Spur, die bis zu Gustavo Fring führt. |           |                                                                       |                   |                      |                                       |                   |                                       |                 |
| 41 | 8         | Brüder Hermanos (Alternativtitel)                                     | Hermanos          | 4. Sep. 2011         | 1. Dez. 2011                          | Johan Renck       | Sam Catlin & George Mastras           | 1,975 Mio.      |
| Gus wird für eine Befragung zur DEA geladen, er kann den Verdacht jedoch ausräumen. Einzig Hank gibt sich mit seinen Erklärungen nicht zufrieden und bringt Walter dazu, ihn bei seinen Ermittlungen zu unterstützen. In einer Rückblende wird Gustavos Verhältnis zum Kartell gezeigt. Hector erschoss seinen damaligen Partner und Koch Max, Gus wurde aufgrund seiner Herkunft verschont. |           |                                                                       |                   |                      |                                       |                   |                                       |                 |
| 42 | 9         | Verwanzt                                                              | Bug               | 11. Sep. 2011        | 8. Dez. 2011                          | Terry McDonough   | Moira Walley-Beckett & Thomas Schnauz | 1,891 Mio.      |
| Während Hank gegen Gus ermittelt, erschießt das Kartell einen seiner Männer. Daraufhin willigt er ein, Jesse als Koch nach Mexiko zu schicken. Skyler rettet Ted vor der Steuerfahndung. Walter bringt einen GPS-Tracker an Jesses Auto an und nachdem dieser Gus bei einem gemeinsamen Essen nicht vergiftet hat, kommt es zu einer Aussprache zwischen Walter und Jesse, welche in einem Kampf endet. |           |                                                                       |                   |                      |                                       |                   |                                       |                 |
| 43 | 10        | Prost! Salud (Alternativtitel)                                        | Salud             | 18. Sep. 2011        | 8. Dez. 2011                          | Michelle MacLaren | Gennifer Hutchison & Peter Gould      | 1,798 Mio.      |
| Jesse gelingt es, für das Kartell sehr reines Meth herzustellen. Walter jr. kümmert sich um seinen verletzten Vater, der inzwischen den Streit mit seinem Partner bereut. Skyler lässt Ted anonym Geld zukommen, um ihm beim Begleichen seiner Schulden zu helfen, doch er verwendet es nicht, wie sie es erwartete. Gus vergiftet Don Eladio und seine Männer, Mike und er nehmen jedoch auch selbst Schaden, als sie fliehen. |           |                                                                       |                   |                      |                                       |                   |                                       |                 |
| 44 | 11        | Geheimversteck Flucht (Alternativtitel)                               | Crawl Space       | 25. Sep. 2011        | 15. Dez. 2011                         | Scott Winant      | Sam Catlin & George Mastras           | 1,550 Mio.      |
| Gus und Mike werden in Mexiko versorgt. Als Jesse mit Gus nach Texas geht, macht er klar, dass er weiterhin hinter Walter steht. Als Hank bei seinen Ermittlungen Walter darum bittet, zur Wäscherei zu fahren, verursacht Walter einen Unfall. Gus feuert ihn daraufhin und droht seine Familie umzubringen. Als er deshalb flüchten will, findet er kein Geld, da Skyler damit Teds Schulden beglichen hat. |           |                                                                       |                   |                      |                                       |                   |                                       |                 |
| 45 | 12        | Endzeit                                                               | End Times         | 2. Okt. 2011         | 15. Dez. 2011                         | Vince Gilligan    | Thomas Schnauz & Moira Walley-Beckett | 1,730 Mio.      |
| Skyler und die Kinder werden zu Hank gebracht. Dort soll die DEA ihn und seine Angehörigen schützen, da er von Saul über Handy gewarnt wurde. Der Sohn von Jesses Freundin Andrea, Brock, wurde vergiftet. Jesse verdächtigt Walter, Brock das ursprünglich für Gus vorgesehene Rizin verabreicht zu haben. Er sucht Walter mit einer Pistole auf. Dieser hat sich in seiner Wohnung verschanzt, da er auf einen Angriff wartet. Walter kann Jesse jedoch davon überzeugen, dass Gus Brock vergiftet habe, um Jesse gegen Walter aufzuhetzen. So versuchen sie gemeinsam, Gus mit einer Sprengladung an seinem Auto zu beseitigen, diesem kommt die Situation aber verdächtig vor und er geht nicht zu seinem Auto. |           |                                                                       |                   |                      |                                       |                   |                                       |                 |
| 46 | 13        | Von Angesicht zu Angesicht Wer das Gesicht verliert (Alternativtitel) | Face Off          | 9. Okt. 2011         | 22. Dez. 2011                         | Vince Gilligan    | Vince Gilligan                        | 1,897 Mio.      |
| Hector Salamanca wird von Walter dazu gebracht, in einem Selbstmordattentat Gus und Tyrus mit in den Tod zu reißen. Walter und Jesse brennen daraufhin das Labor nieder. Brock befindet sich auf dem Weg der Besserung. Wie sich herausstellt, wurde er nicht mit Rizin, sondern mit Maiglöckchen vergiftet. Die Schlusseinstellung zeigt einen Topf mit diesen Pflanzen auf der Terrasse der Whites. |           |                                                                       |                   |                      |                                       |                   |                                       |                 |

## Staffel 5
Die fünfte Staffel wurde in zwei Teile mit je acht Episoden aufgeteilt, wobei die ersten acht vom 15. Juli bis zum 2. September 2012 gezeigt wurden. Die deutschsprachige Erstausstrahlung der ersten acht Folgen erfolgte vom 4. Oktober bis 22. November 2012 vom deutschen Pay-TV-Sender AXN. Die deutsche Free-TV-Premiere startete am 6. Dezember 2013 bei ARTE. Die zweite Hälfte der fünften Staffel wurde vom 11. August bis zum 29. September 2013 von AMC ausgestrahlt. Die deutschsprachige Erstausstrahlung begann am 9. Oktober 2013 auf dem Pay-TV-Sender AXN.
| Nr. (ges.) | Nr. (St.) | Deutscher Titel                                                 | Originaltitel    | Erstausstrahlung USA | Deutschsprachige Erstausstrahlung (D) | Regie             | Drehbuch             | Zuschauer (USA) |
| --- | --------- | --------------------------------------------------------------- | ---------------- | -------------------- | ------------------------------------- | ----------------- | -------------------- | --------------- |
| Teil 1 |           |                                                                 |                  |                      |                                       |                   |                      |                 |
| 47 | 1         | Lebe frei oder stirb                                            | Live Free or Die | 15. Juli 2012        | 4. Okt. 2012                          | Michael Slovis    | Vince Gilligan       | 2,931 Mio.      |
| Walter entsorgt die Spuren seiner Taten, dabei fallen ihm die Sicherheitskameras des Labors ein. Gemeinsam mit dem heimgekehrten Mike suchen Jesse und Walter eine Lösung, um die Aufnahmen der Kameras zu vernichten, die auf einem Notebook gespeichert sind. Schließlich verwenden sie einen riesigen Hubmagneten vom Schrottplatz, den sie in einem Wagen neben der Asservatenkammer abstellen und anschalten. |           |                                                                 |                  |                      |                                       |                   |                      |                 |
| 48 | 2         | Madrigal                                                        | Madrigal         | 22. Juli 2012        | 11. Okt. 2012                         | Michelle MacLaren | Vince Gilligan       | 2,294 Mio.      |
| Jesse und Walter suchen die verschwundene Rizin-Zigarette, mit der Jesse Gus töten sollte. Schließlich findet Jesse in seinem Staubsauger eine von Walter platzierte Zigarette. Mike trifft Lydia, die früher anscheinend mit Gus zusammengearbeitet hat und nun polizeiliche Untersuchungen fürchtet. Mike soll einige Menschen töten, die auspacken könnten, da die Polizei ihre Gelder eingefroren hat, er weigert sich jedoch. Walter, Jesse und Mike beschließen gemeinsam wieder mit dem Kochen von Meth anzufangen. |           |                                                                 |                  |                      |                                       |                   |                      |                 |
| 49 | 3         | Gefahrenzulage                                                  | Hazard Pay       | 29. Juli 2012        | 18. Okt. 2012                         | Adam Bernstein    | Peter Gould          | 2,197 Mio.      |
| Walter, Jesse und Mike suchen mit Saul geeignete Plätze zum Kochen. Schließlich nutzen sie Häuser, die zur Schädlingsbekämpfung mit Planen abgeschottet werden. Die erste Ladung bringt über eine Million ein, doch aufgrund vieler Abzüge, die Mike einrechnet, erhält Walter seines Erachtens zu wenig Geld. Währenddessen manipuliert Walter Jesse so, dass dieser seine Freundin Andrea verlässt. |           |                                                                 |                  |                      |                                       |                   |                      |                 |
| 50 | 4         | 51                                                              | Fifty-One        | 5. Aug. 2012         | 25. Okt. 2012                         | Rian Johnson      | Sam Catlin           | 2,287 Mio.      |
| Skyler bricht wegen Schuldgefühlen und den Drogengeschäften zusammen und wünscht Walter den Tod. Die Kinder bringt sie gegen Walters Willen zu Hank und Marie, um sie vor Walters und ihrem Einfluss fernzuhalten. Hank stattet während seiner DEA-Ermittlungen Lydia einen Besuch ab. Als diese einen GPS-Tracker an einem Methylamin-Fass entdeckt, glaubt Mike, sie versuche nur von den Drogengeschäften Abstand zu bekommen, und will sie töten. Jesse protestiert jedoch und Walter will nicht auf das Methylamin verzichten, das Lydia liefert. |           |                                                                 |                  |                      |                                       |                   |                      |                 |
| 51 | 5         | Tödliche Fracht                                                 | Dead Freight     | 12. Aug. 2012        | 1. Nov. 2012                          | George Mastras    | George Mastras       | 2,480 Mio.      |
| Walter platziert in Hanks Büro eine Wanze und erfährt so, dass alle Methylamin-Fässer mit GPS-Trackern versehen sind. Walter, Jesse und Mike wollen deshalb einen Zug überfallen, der einen Kesselwagen voller Methylamin mit sich führt. Der Raub soll unbemerkt geschehen. Der Zug wird mittels eines „kaputten“ LKWs, der auf den Schienen steht, angehalten und das Methylamin daraufhin durch Wasser ersetzt. Als der Überfall erledigt scheint, bemerken Walter, Jesse und Todd, einer der Schädlingsbekämpfer, der den beiden geholfen hat, einen Jungen, der sie beobachtet. Todd erschießt den potentiellen Mitwisser. |           |                                                                 |                  |                      |                                       |                   |                      |                 |
| 52 | 6         | Ausverkauf Buyout (Alternativtitel)                             | Buyout           | 19. Aug. 2012        | 8. Nov. 2012                          | Colin Bucksey     | Gennifer Hutchison   | 2,809 Mio.      |
| Jesse fühlt sich für den Mord an dem Jungen schuldig, während Walter dies weniger berührt. Mike und Jesse wollen aussteigen und ihren Anteil des Methylamins für je fünf Millionen US-Dollar an Dealer aus Phoenix verkaufen, Jesse aus Schuldgefühlen und Mike, da er von der DEA beschattet wird. Da stellt sich heraus, dass das Geschäft nur zustande kommt, wenn alle drei Anteile verkauft werden. Walter will sich jedoch nicht auszahlen lassen: Das Meth, das er mit allen Anteilen kochen könnte, wäre schließlich 300 Millionen US-Dollar wert. Jesse und Mike versuchen Walter zum Aussteigen zu bewegen, doch Walter kann das Methylamin entwenden und unterbreitet ihnen ein neues Angebot, bei dem jeder gewinnen soll. |           |                                                                 |                  |                      |                                       |                   |                      |                 |
| 53 | 7         | Sagen Sie meinen Namen                                          | Say My Name      | 26. Aug. 2012        | 15. Nov. 2012                         | Thomas Schnauz    | Thomas Schnauz       | 2,979 Mio.      |
| Walter lässt die Dealer aus Phoenix sein Meth für 35 % vom Erlös verkaufen. Mike erhält seine fünf Millionen US-Dollar. Jesse bleibt dabei auszusteigen, obwohl Walter ihn als Koch einplant und ihm sein Geld verweigert. Walter lernt daraufhin Todd zum Methkochen an. Die DEA findet Geld von Mike bei dessen Anwalt. Als dieser auspacken will, flüchtet Mike. Walter bringt ihm zu diesem Zweck seine vorbereitete Flucht-Tasche. Bei der Übergabe möchte er jedoch die Liste der Menschen, die auspacken könnten. Als Mike diese nicht herausgeben will, erschießt Walter ihn im Zorn. Walter wird im Nachhinein klar, dass er diese Liste von Lydia bekommen kann. |           |                                                                 |                  |                      |                                       |                   |                      |                 |
| 54 | 8         | Im Gleitflug Walt Whitman: „Gliding Over All“ (Alternativtitel) | Gliding Over All | 2. Sep. 2012         | 22. Nov. 2012                         | Michelle MacLaren | Moira Walley-Beckett | 2,781 Mio.      |
| Lydia gibt Walter die Liste und schlägt dabei vor, sein Produkt mit ihrer Hilfe nach Tschechien zu exportieren. Walter willigt ein. Die Leute auf der Liste lässt er in den Gefängnissen umbringen. Daraufhin kocht Walter mit Todd mehrere Monate Meth, das Geschäft floriert. Als Marie meint, es wäre Zeit die Kinder zurückzunehmen, zeigt Skyler Walter, wie viel Geld er angesammelt hat. Daraufhin meint Walter, dass er mit dem Methkochen aufhört. Er besucht Jesse, redet mit ihm über alte Zeiten und lässt ihm Geld da. Als Familie vereint, sitzen die Whites mit Marie und Hank bei strahlendem Sonnenschein am Pool des Hauses. Als Hank auf der Toilette der Whites in einem Buch eine Widmung von Gale Boetticher für Walter entdeckt, ist er schockiert. |           |                                                                 |                  |                      |                                       |                   |                      |                 |
| Teil 2 |           |                                                                 |                  |                      |                                       |                   |                      |                 |
| 55 | 9         | Blutgeld                                                        | Blood Money      | 11. Aug. 2013        | 9. Okt. 2013                          | Bryan Cranston    | Peter Gould          | 5,915 Mio.      |
| Hank sucht in den Akten des Falls Heisenberg nach Verbindungen zu Walter, um seinen Verdacht zu bestätigen. Jesse fühlt sich für den Tod des von Todd erschossenen Jungen schuldig und will dessen Familie über Saul Goodman Geld zukommen lassen. Auch Mikes Enkeltochter will er eine Tasche mit Geld schenken, da er glaubt, dass Walter Mike getötet hat. Walter versucht ihn vom Gegenteil zu überzeugen. Lydia will wieder mit Walter ins Geschäft kommen, dieser lehnt jedoch ab. Walter wird klar, dass Hank ihm auf die Schliche gekommen sein muss, und macht ihm daraufhin indirekt deutlich, dass er Heisenberg ist. Dennoch versucht er ihn davon abzubringen die Ermittlungen gegen ihn fortzusetzen, da sein Krebs schon eine Weile wieder zurück ist und er deshalb wahrscheinlich nicht mehr lange leben wird. |           |                                                                 |                  |                      |                                       |                   |                      |                 |
| 56 | 10        | Vergraben Begraben (Alternativtitel)                            | Buried           | 18. Aug. 2013        | 16. Okt. 2013                         | Michelle MacLaren | Thomas Schnauz       | 4,771 Mio.      |
| Hank versucht Skyler dazu zu bewegen, Walter zu belasten. Sie verrät Walter jedoch nicht. Walter lässt sein Geld unterdessen aus seinem Versteck holen und vergräbt es in der Wüste. Als Marie erfährt, seit wann Skyler bereits von Walters Drogen-Geschäften wusste, versucht sie erfolglos Holly aus der Wohnung zu holen. Lydia lässt mit Todds Hilfe Declan und seine Männer, die minderwertiges Meth lieferten, beseitigen. Jesse, der sein Geld in Albuquerque verteilt hat, wird festgenommen. |           |                                                                 |                  |                      |                                       |                   |                      |                 |
| 57 | 11        | Geständnisse                                                    | Confessions      | 25. Aug. 2013        | 23. Okt. 2013                         | Michael Slovis    | Gennifer Hutchison   | 4,845 Mio.      |
| Jesse wird von Hank verhört, er gesteht aber nichts, bis Saul Goodman ihn befreit. Walter nimmt ein Geständnis auf, in dem er aussagt, dass er von Hank gezwungen wurde, Meth zu kochen, und gibt Hank und Marie dieses als Drohung. Walter schlägt Jesse vor, die Stadt zu verlassen und ein neues Leben anzufangen, Jesse willigt schließlich ein. Kurz bevor dieser wegfahren will, erkennt er jedoch, dass ihm damals bei Saul die Rizin-Zigarette gestohlen wurde, von der er geglaubt hatte, dass Gus mit ihr Brock vergiftet habe. Jesse sucht zunächst Saul auf und schlägt ihn zusammen, von ihm wird er an Walter verwiesen. Daraufhin vergießt er wutentbrannt Benzin im Haus der Whites. |           |                                                                 |                  |                      |                                       |                   |                      |                 |
| 58 | 12        | Tollwütiger Hund                                                | Rabid Dog        | 1. Sep. 2013         | 30. Okt. 2013                         | Sam Catlin        | Sam Catlin           | 4,413 Mio.      |
| Jesse wurde von Hank aufgehalten, damit sie Walter gemeinsam zur Strecke bringen. Unter einem Vorwand zieht Walter mit seiner Familie in ein Hotel. Währenddessen lässt er Jesse suchen und vereinbart telefonisch mit Jesse ein Treffen um alles zu erklären. Jesse soll verkabelt von Hank mit Walter sprechen. Jesse, der sich bedroht fühlt, ruft Walter stattdessen von einer Telefonzelle aus an und droht ihm. Zu Hank meint er, er habe eine andere Möglichkeit gefunden, Walter zu kriegen. Schließlich ruft Walter Todd an, er habe einen Job für Jacks Gang. |           |                                                                 |                  |                      |                                       |                   |                      |                 |
| 59 | 13        | To’hajiilee                                                     | To’hajiilee      | 8. Sep. 2013         | 6. Nov. 2013                          | Michelle MacLaren | George Mastras       | 5,110 Mio.      |
| Lydia ist von der Beschaffenheit des von Todd hergestellten Meth nicht überzeugt. Walter beauftragt Jacks Gang mit der Ermordung Jesses, dafür soll er ein letztes Mal Meth kochen. Huell, der Bodyguard Sauls, wird von Hank befragt und erzählt von Walters Geld in der Wüste. Mithilfe eines Anrufs von Jesse, er habe Walters Geld gefunden und einem vermeintlichen Bild von diesem, bringt Hank Walter dazu, unwissentlich Hank, Gomez und Jesse zu dem Geld zu führen. Hank legt Walter in Handschellen, als die zur Ermordung Jesses verständigte Gang auftaucht. Walter versucht erfolglos, diese von einer Schießerei abzubringen. |           |                                                                 |                  |                      |                                       |                   |                      |                 |
| 60 | 14        | Ozymandias                                                      | Ozymandias       | 15. Sep. 2013        | 13. Nov. 2013                         | Rian Johnson      | Moira Walley-Beckett | 6,366 Mio.      |
| Beim Schusswechsel mit Jacks Gang findet Gomez den Tod, der angeschossene Hank wird unter Walters Protest von Jack hingerichtet. Die Gang bemächtigt sich Walters Geld, lässt ihm jedoch einen Teil von rund 11 Millionen US-Dollar zurück. Jesse wird gefangen genommen und soll nach körperlicher Misshandlung einem Sklaven ähnlich mit Todd Meth kochen. Skyler offenbart Walter Jr. unter Druck Maries, Walter sei von Hank verhaftet worden, die Wahrheit. Als Walter mit seiner Familie flüchten will, eskaliert die Situation, weil er keine Auskunft über Hanks Verbleib geben kann. Walter Jr. ruft die Polizei zu Hilfe, worauf Walter seine Tochter Holly entführt. Während eines Telefonats bedroht Walter Skyler und entlastet sie, in der zutreffenden Annahme, dass er von der Polizei abgehört wird. Er meint auch, dass sie Hank nicht wiedersehen werden. Walter setzt Holly bei der Feuerwehr aus und wird am nächsten Morgen von Sauls Fluchthelfer abgeholt. |           |                                                                 |                  |                      |                                       |                   |                      |                 |
| 61 | 15        | Granit Granit-Staat (Alternativtitel)                           | Granite State    | 22. Sep. 2013        | 20. Nov. 2013                         | Peter Gould       | Peter Gould          | 6,584 Mio.      |
| Im Unterschlupf des Fluchthelfers trifft Walter auf Saul, den er erfolglos für eine Racheaktion an Jacks Gang gewinnen möchte. Anschließend wird Walter in eine einsame Berghütte in New Hampshire gebracht, in der er von der Außenwelt abgeschnitten die nächsten Monate zubringt, während sich sein Gesundheitszustand zunehmend verschlechtert. Jesse unternimmt einen Fluchtversuch und scheitert, weshalb Todd vor seinen Augen Andrea exekutiert, und droht, auch ihren Sohn Brock zu ermorden. Skyler wird von der Gang eingeschüchtert, sie solle bei den Vernehmungen kein Wort über Lydias Existenz verlieren, die nach wie vor den Vertrieb von Methamphetamin organisiert, welches durch die erzwungene Hilfe von Jesse wieder eine hohe Qualität und die von den Käufern geforderte blaue Farbe hat. Als Walter Kontakt zu seinem Sohn aufnimmt, um der Familie über dessen Schulfreund Louis Geld zukommen zu lassen, lehnt dieser wegen Hanks Tod entrüstet ab und wünscht Walter den Tod. Daraufhin ruft Walter die DEA an, gibt sich zu erkennen und lässt das Münztelefon der Kneipe, in der er sich befindet, orten. Während er bei einem Drink auf das Eintreffen der Polizei wartet, nimmt er Notiz von einem TV-Interview mit Elliot und Gretchen Schwartz, die seine Rolle bei Gray Matter Technologies auf die Namensgebung des Unternehmens reduzieren. Dabei erfährt Walter auch, dass sein Produkt nach wie vor in Umlauf gebracht wird. Aufgewühlt verlässt er die Kneipe und entkommt der Polizei. |           |                                                                 |                  |                      |                                       |                   |                      |                 |
| 62 | 16        | Felina                                                          | Felina           | 29. Sep. 2013        | 27. Nov. 2013                         | Vince Gilligan    | Vince Gilligan       | 10,28 Mio.      |
| Walter fährt nach New Mexico, wo er sich in das Haus von Elliot und Gretchen schleicht und die beiden mit einem Bluff dazu zwingt, sein verbliebenes Geld später Walter Jr. zu geben. Anschließend vergiftet er Lydia mit dem Rizin, das er in seinem alten Haus versteckt hatte, und baut einen Schwenkmechanismus, auf den er ein Maschinengewehr montiert. Nachdem er sich von seiner Familie verabschiedet und Skyler den Ort mitteilt, wo Hank und Gomez begraben sind, fährt er zu Jacks Gang, von der er den Großteil mit seiner Maschinengewehr-Konstruktion tötet. Nachdem er den verwundeten Jack mit dessen Waffe erschossen und Jesse Todd mit seinen Handfesseln stranguliert hat, gibt Walter Jesse die Möglichkeit, ihn zu töten. Als Jesse sieht, dass Walter von einem Querschläger schwer verwundet wurde, weist er das Angebot zurück. Lydias Anruf auf Todds Telefon wird von Walter beantwortet, der ihr mitteilt, dass er sie vergiftet hat. Jesse flieht mit dem Auto, Walter hingegen begibt sich in das Labor, wo er seiner Verletzung erliegt, bevor die Polizei eintrifft. |           |                                                                 |                  |                      |                                       |                   |                      |                 |

## Film
Im Oktober 2019 wurde auf Netflix eine Fortsetzung der Serie veröffentlicht.
| Nr. | Deutscher Titel                    | Originaltitel                   | Erstveröffentlichung USA | Deutschsprachige Erstveröffentlichung (D) | Regie          | Drehbuch       |
| --- | ---------------------------------- | ------------------------------- | ------------------------ | ----------------------------------------- | -------------- | -------------- |
| 1   | El Camino: Ein „Breaking Bad“-Film | El Camino: A Breaking Bad Movie | 11. Okt. 2019            | 11. Okt. 2019                             | Vince Gilligan | Vince Gilligan |